# كارلتون بييل
كارلتون بييل (بالإنجليزية: Carlton Beal) هو لاعب البولو أمريكي، ولد في 3 سبتمبر 1914، وتوفي في 1994.